# Bathyergus
Bathyergus é um gênero de roedor da família Bathyergidae.

## Espécies
- Bathyergus janetta Thomas e Schwann, 1904
- Bathyergus suillus (Schreber, 1782)